# Pleurotaceae
Pleurotaceae es una familia de hongos basidiomicetos del orden Agaricales. Esta familia contiene 5 géneros y 94 especies.
Muchas especies de los géneros Pleurotus y Hohenbuehelia se alimentan de nematodos.

## Comestibilidad
Dentro de las distintas especies de cada género, se encuentran algunos hongos que son comestibles.